# Marco Blaauw

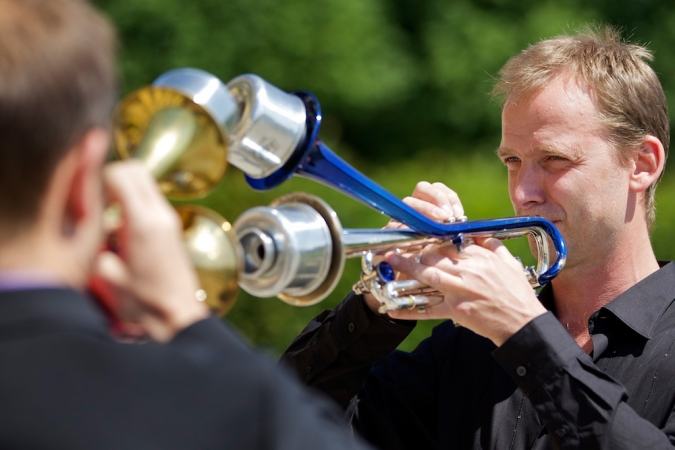
Marco Blaauw, 2015

Marco Blaauw (* 23. September 1965 in Lichtenvoorde) ist ein niederländischer Trompeter.

## Biografie
Marco Blaauw lernte das Trompetenspiel bereits im letzten Jahr der Grundschulzeit. Später studierte er zunächst am Sweelinck Conservatorium in Amsterdam und setzte seine Studien später u. a. bei Pierre Thibaud und Markus Stockhausen fort. Als festes Mitglied ist Marco Blaauw dem in Köln ansässigen Ensemble MusikFabrik seit 1994 verbunden. Engagements als Solist führten ihn u. a. zur Zusammenarbeit mit dem Niederländischen Rundfunk-Sinfonieorchester, dem WDR Sinfonieorchester Köln, dem Klangforum Wien, der London Sinfonietta, und dem Asko|Schönberg-Ensemble.
Die Weiterentwicklung der Trompete, ihrer Technik und ihres Repertoires ist ein Ziel von Marco Blaauw. Sein Engagement in der Ensemblemusik ergänzt er durch solistische Projekte im Bereich der komponierten und improvisierten zeitgenössischen Musik und der intensiven Zusammenarbeit mit bekannten und jungen Komponisten unserer Zeit. Etliche Werke sind für ihn geschrieben bzw. von ihm angeregt worden, darunter Kompositionen von Péter Eötvös, Richard Ayres, Isabel Mundry, Rebecca Saunders und Hanna Kulenty.
Seit 1998 arbeitete er intensiv mit Karlheinz Stockhausen zusammen. Blaauw war an zahlreichen Uraufführungen innerhalb des Opernzyklus LICHT beteiligt. Im August 2008 spielte er in der Première von Harmonies for trumpet aus dem Zyklus Klang für BBC Radio in der Royal Albert Hall in London.
Er unterrichtet unter anderem bei den Stockhausen-Kursen in Kürten und den Darmstädter Ferienkursen und leitet regelmäßig Meisterklassen. Seit 2000 arbeitet er zudem mit musikalischen Laien, denen er die Klänge und Ideen der zeitgenössischen Musik näher bringen möchte. Seit 2008 ist er Lehrbeauftragter an der Hochschule Luzern in den Fächern Interpretation in Contemporary Music und Trompete Klassik.

## Auszeichnungen
- 2014 Preis der Deutschen Schallplattenkritik[7]
- 2016  Karl-Sczuka-Förderpreis für Engel der Erinnerung

## Diskografie
- 2005 Blaauw, BV Haast Records
- 2006 HOT – Marco Blaauw: Trumpet Solo Works, Grammophone
- 2008 zusammen mit Gijsbrecht Royé: Improvisation